# Erdaodianzi (köpinghuvudort i Kina, Jilin Sheng, lat 43,14, long 127,14)
Erdaodianzi är en köpinghuvudort i Kina. Den ligger i provinsen Jilin, i den nordöstra delen av landet, omkring 180 kilometer sydost om provinshuvudstaden Changchun. Antalet invånare är 22 340. Befolkningen består av 10 965 kvinnor och 11 375 män. Barn under 15 år utgör 14,0 %, vuxna 15-64 år 77 %, och äldre över 65 år 8,0 %.
Runt Erdaodianzi är det ganska tätbefolkat, med 67 invånare per kvadratkilometer. Det finns inga andra samhällen i närheten. I omgivningarna runt Erdaodianzi växer i huvudsak blandskog.
Genomsnittlig årsnederbörd är 1 103 millimeter. Den regnigaste månaden är juli, med i genomsnitt 273 mm nederbörd, och den torraste är januari, med 10 mm nederbörd.